# فرانکو تستا
فرانکو تستا (ایتالیایی: Franco Testa؛ زادهٔ ۷ فوریهٔ ۱۹۳۸) دوچرخه‌سوار اهل ایتالیا بود. او در المپیک تابستانی ۱۹۶۰ در رشته تعقیبی تیمی صاحب مدال طلا شد و در المپیک تابستانی ۱۹۶۴ مدال نقره کسب کرد. تستا همچنین دو مدال طلا و یک نقره در بازی‌های مدیترانه‌ای و یک مدال نقره تیمی در مسابقات قهرمانی جهان در سال ۱۹۶۴ کسب کرد.
تستا در ۲۲ ژوئن ۲۰۲۵ در سن ۸۷ سالگی درگذشت.